# Palingenézis (társadalomtudományok)
A palingenézis („újjászületés“, gr. palin ’újra, ismét’ + genészisz ’keletkezés, teremtés, születés’; angolul  palingenesis) különböző fasizmus-elméletek fogalma a fasizmus központi elemének megragadására.

## A (társadalomtudományi) fogalom
Emilio Gentile vette át e fogalmat a teológiából, első alkalommal Le Origini dell'Ideologia Fascista (A fasiszta ideológia eredete, 1918-25) című művében. Ezt a „konvergencia-elmélet“ értelmében fogta fel így. Roger Griffin élesebben ragadta meg e fogalmat a fasizmus céljának bemutatásaként, mely a „dekadens társadalom újjászületése”, ami egy csodálatosnak tartott Führer (vezér) létrejöttét célozza a maga beteljesesülésekor. Ezt Griffin „a fasiszta ideológia mitikus magvának” tekintette.

## A fasizmus elemzése
A fasiszta ideológia fogalmai mentén a „közösség” egy „forradalmi újjászületéséről” van szó egy „új rendben” és „új korszakban”. Ez alatt egy utópista ultra-nacionalizmus (ellen-) „forradalmi“ törekvését értik. A palingenézis  markáns jegye egy meghatározott típusú kultúrpesszimizmusnak:
A kultúrpesszimizmusnak két típusa különböztethető meg: az egyik, mely nem lát kiutat és így kétségbeesésbe torkollik, a másik típus a palingenézises változat, mely a sötét éjszakát nem tartja véglegesnek és nem tekinti a halál előjátékának, hanem ciklikusan értelmezi, egy új hajnal ébredése előjelének. Ha egyszer a kultúrpesszimizmus palingenézises változata átalakult egy politikai tömegmozgalom ideológiai energia-hordozójává, akkor forradalmi energiákat képes kibontakoztatni  a társadalomnak a belső dekadenciától és a korrupciótól való megtisztítására szisztematikus üldözés és tömeggyilkosságok útján. Kívülállók és különösen az áldozatok számára ez „nihilistának” tűnhet. Mégis a tervezők és cselekvők szelleme szerint a cél, a nihilizmus legyűrése és a dekadenciának újjászületéssé változtatása egy szellemiség, melyet Friedrich Nietzsche műve, a Hatalom akarása „aktív nihilizmusnak” nevez, megkülönböztetve azt a „passzívtól”.
Roger Griffin e törekvéseket minden fasiszta ideológia ideáltipikus jegyének látja, mind a nácizmus esetében, mind a konzervatív forradalom gondolkodóinál (Armin Mohler, Alain de Benoist) és a jobboldali értelmiségnél, valamint az új jobboldal csoportjainál.
1991-ben Griffin The Nature of Fascism (A fasizmus természete) c. művében javasolta, hogy a fasizmust ideáltipikusan – ideáltipikusan Max Weber értelmében – definiálják. E szerint a fasizmus nem lenne más, mint „politikai ideológia fajta, melynek mitikus magva  a maga sokoldalú átváltozásaiban egy populisztikus ultranacionalizmus palingenétikus formájából áll”, mely politikai ideológia fajta leírásához Griffin a fasizmust úgy definiálja mint „palingenézises ultra-nacionalizmus”. Griffin ezzel szembefordul a fasizmusnak a nemzetiszocialista korszakára beszűkített definíciójával. Ezzel elindított egy nagy vitát a nemzetközi kutatásban.
Griffin egy célt követ a fasizmusnak az ideológiai magvára vonatkozó definíciójával, mely a fasizmust úgy kezeli, mint bármely ideológiát: „betekintést nyerni a nemzetközi fasizmusnak az 1945 utáni változásaira”. Ezzel elhatárolja magát azon fasizmus-meghatározásoktól, amik egy történelmi korszakra vonatkoznak:
Mivel a meghatározás középpontjában az ideológiai mag áll és nem a konkrét történelmi megjelenési formák (vezérkultusz, paramilitarizmus, a látványosságok politikája stb.), más szavakkal, mivel a fasizmust ugyanúgy kezeljük, mint minden más ideológiát (liberalizmus, szocializmus, konzervativizmus), belátható lesz, egy politikai jelenséget akkor is fasisztaként szemlélhetünk, ha ez még csupán embrionális állapotban létezik egy ideológus fejében és még nem nyert kifejezést politikai párt formájában, nem is beszélve a tömegmozgalom formájáról. Ezen túlmenő értelmes dolog lehet egy  politikai energia- formát fasisztának felismerni,még akkor is ha az lemond pártpolitikai és/vagy paramilitáris erőként való fellépéséről és ehelyett úgy tűnik, hogy egy inkább a politikai quietizmus, semmint forradalmi fanatizmus esetével van dolgunk. Így különböző személyeket lehetséges fasisztáknak tekinteni, akiket „a konzervatív forradalom” követőiként  sorolhatunk be, pl. Ernst Jünger és Martin Heidegger, amiatt a megszállottságuk miatt, mellyel a kulturális és társadalmi dekadenciát akarják leküzdeni,  bár ők csak átmenetileg tekintik az  NSDAP-t palingenétikus fantáziájuk megvalósító eszközének.
Griffin ebben a meghatározásban hivatkozik a mai fasizmus-kutatók közti ún. „új konszenzusra”. Ez Matthew Lyons megfogalmazásában: „A fasizmus a jobbszélső ideológia formája, mely a nemzetet vagy fajt szerves közösségként dicsőíti, mely minden más lojalitást túlszárnyal. Hangsúlyozza a nemzeti, vagy faji újjászületés mítoszát a hanyatlás vagy széthullás egy periódusát követően.”

## Fordítás
Ez a szócikk részben vagy egészben  a   Palingenese (Sozialwissenschaften) című német Wikipédia-szócikk fordításán alapul.  Az eredeti cikk szerkesztőit annak laptörténete sorolja fel. Ez a jelzés csupán a megfogalmazás eredetét és a szerzői jogokat jelzi, nem szolgál a cikkben szereplő információk forrásmegjelöléseként.

## Web linkek
- Griffins Publikationsverzeichnis mit Downloads
- Griffin: No Racism, thanks, we're British: A survey of Organized and unorganized right-wing populism in contemporary Britain (Vortragsentwurf, Graz 2001) Archiválva 2011. szeptember 21-i dátummal a Wayback Machine-ben (PDF-Datei; 22 kB)
- Roger Eatwell: The nature of "generic fascism": The "fascist minimum" and the "fascist matrix". In: Uwe Backes, Hg.: Rechtsextreme Ideologien in Geschichte und Gegenwart. Köln: Böhlau, 2002, S. 93-122 (deutsche Übersetzung)
- Roger Griffin: Fascism’s new faces (and new facelessness) in the "post-fascist" period. In: Erwägen – Wissen – Ethik, 15. Jg., Nr. 3, 2004, S. 287-300 (=Hauptartikel von Fascism Past and Present, West and East)[halott link]
- Roger Eatwell: The nature of fascism: or essentialism by another name? / Chiaruscuro or Fascismo Grigio? (Eatwells Antworten auf Griffins Beiträge in Erwägen – Wissen – Ethik bzw. Fascism Past and Present, West and East)
- Cyprian Blamires zum Diskussionsband Fascism Past and Present, West and East